# コロムビア・レコード
コロムビア・レコード（Columbia Records）は、アメリカのレコードレーベルの一つ。現在はソニーグループ完全子会社のソニー・ミュージックエンタテインメント米国法人（SMEI）の一部門となっている。

## 概要
1953年に当時の親会社であるCBSは別レーベルであるエピックを設立し、傘下のレーベル群を束ねる存在としてCBSレコード・グループという法人を作った。コロムビアはその中核レーベルとなったが、アメリカ以外の国では“コロムビア”という商標を他社が保有していることが多く、日本では日本コロムビア（2002年10月にコロムビアミュージックエンタテインメントへ一時社名変更、2010年10月をもって社名復帰）が名称と「ツイン・ノーツ」と呼ばれる音符マークを登録商標として保有している。このような場合はレーベル名として代わりに“CBS”が使われており、コロムビア・レコードとCBSレコードは混同されることが多い。1960年代には、ジャニス・ジョプリン、サンタナらを擁し、ロック・ムーブメントの先頭を切った。しかし1970年代後半には、ジャーニー、TOTO、ボストンなどが産業ロックと揶揄されている。1990年代より、コロムビア・レコードレーベルで発売されてきたクラシックジャンルについては「ソニークラシカル」レーベルへ移行している。
CBSとソニーが合弁で発足させた株式会社ソニー・ミュージックエンタテインメント（SMEJ）の前身であるCBS・ソニーレコードでは、国内作品（J-POP等）ではソニーレコーズレーベルが中心であり、Columbia/CBSのレーベルは洋楽・クラシックといった輸入盤にほぼ限定されている。
日本に於ける正規輸入盤・日本版（日本語ライナーノーツ付）のレーベル作品については、株式会社ソニー・ミュージックエンタテインメント（SMEJ・SMEIとは直接の資本関係は無い）の子会社であるソニー・ミュージックジャパンインターナショナル・ソニーレコーズインターナショナルから、コロムビア・レコードの商標を国内で保有している日本コロムビアの商標許諾シールが貼付される形態で発売されている。

## 沿革
- 1888年 ノース・アメリカン・フォノグラフ（1888年に設立されるが、1894年には破産する）の子会社「コロムビア・フォノグラフ」として創立される。
- 1894年 アメリカン・グラフォフォン（1886年に設立）を買収する。
- 1897年 イギリス法人「英コロムビア」（今の英EMI）を設立する。
- 1906年 社名をコロムビア・グラフォフォンと改称する。
- 1927年 放送局「CBS（Columbia Broadcasting System）」を設立する。また（株）日本蓄音器商会（ニッポノフォンレコード製造。現：日本コロムビア）と提携し、日本国内でコロムビア・レコードの輸入発売を本格的に開始する。日本蓄音機のレコード工場で、コロムビアレーベルのレコードを製造。社名を日本コロムビアに変更するも、戦時中はニッチクレーベルとしたが、終戦でコロムビアレーベルに復帰。
- 1938年 子会社であったCBSに買収される。CBSコロムビアとなる。
- 1948年6月21日 LP盤を初めて商品化[注釈 2]。
- 1956年 ステレオ録音開始。[注釈 3][1][注釈 4][2][3]
- 1958年7月14日 ステレオ・レコードの発売を開始。[注釈 5][4]
- 1961年 LPレコードの高品質の印として「360°SOUND」のマークの使用を開始。
- 1967年6月30日 日本コロムビアとの提携を解消[注釈 6]。ただし、日本コロムビアにおけるCBSレーベルの使用権は提携解消後、1年間の猶予期間があった。
- 1968年
  - 3月11日 日本でソニーとの合弁会社CBS・ソニーレコード（現：ソニー・ミュージックエンタテインメント〈SMEJ〉）を設立。
  - 6月30日 日本コロムビアにおけるCBSレーベルの最後の日本盤となる新譜としてジャッキー吉川とブルー・コメッツの10枚目のシングル『草原の輝き』を発売。
  - 8月21日 CBSレーベルの日本盤の発売元が日本コロムビアから順次、CBS・ソニーレコードに移る。当初は洋盤のみの先行発売だったが、同年9月5日よりフォーリーブスのデビューシングル『オリビアの調べ/壁のむこうに』を皮切りに邦盤も順次、発売された。
- 1979年5月5日 デジタル録音開始（ストラヴィンスキー「ペトルーシュカ」メータ指揮ニューヨーク・フィル）。
- 1983年3月2日 米国内でCDの発売を開始。[5]
- 1988年 ソニーがCBSレコード・グループを買収。
- 2004年 ソニーとベルテルスマンが合弁会社ソニーBMGミュージックエンタテインメントを設立。
- 2008年 ソニーがソニーBMGのベルテルスマン持分を取得、ソニーBMGを完全子会社化する。
- 2009年 ソニーBMGがソニー・ミュージックエンタテインメントに改称。

## 主なアーティスト

### ポピュラー音楽
| - ベニー・グッドマン - デューク・エリントン - フランク・シナトラ - ザビア・クガート - ドリス・デイ - ビリー・ホリデイ - ベッシー・スミス - マイルス・デイヴィス - オーネット・コールマン - キース・ジャレット - ウェザー・リポート - ハービー・ハンコック - ウィントン・マルサリス - パーシー・フェイス - ジョニー・キャッシュ - ジョニー・マティス - アンディ・ウィリアムズ - ボブ・ディラン - ニール・ダイアモンド - サイモン&ガーファンクル - アート・ガーファンクル - バーブラ・ストライサンド - バーズ - アル・クーパー - ブラッド・スウェット&ティアーズ - シカゴ - ジャニス・ジョプリン - サンタナ - エアロスミス - エルヴィス・コステロ - ジューダス・プリースト | - ポール・マッカートニー - ラヴァーボーイ - ローリング・ストーンズ - クリス・クリストファーソン - アース・ウィンド・アンド・ファイアー - ビリー・ジョエル - ブルース・スプリングスティーン - TOTO - ザ・クラッシュ - ジャーニー - アリス・イン・チェインズ - マイケル・ボルトン - マライア・キャリー - デスティニーズ・チャイルド - ビヨンセ - フージーズ - ローリン・ヒル - マックスウェル - トニー・ベネット - ジョニー・マティス - ワン・ダイレクション - ワム! - ポール・ヤング - ピンク・フロイド - ケイト・ブッシュ - ニュー・キッズ・オン・ザ・ブロック - ジョナス・ブラザーズ - P.O.D. - アイアン・メイデン - スーザン・ボイル - SEIKO - TOSHI KUBOTA |

注：過去に所属していたアーティストも含む。

### クラシック音楽
- ヤロスラフ・コチアン
- マリア・ゲイ[6]
- スザンヌ・アダムス
- ヨーゼフ・ホフマン
- ウラディミール・ゴドフスキー
- フェルッチョ・ブゾーニ
- パブロ・カザルス
- エミー・デスディン
- リリアン・ノルディカ
- レオ・スレザーク
- ヘンリー・J・ウッド
- トーマス・ビーチャム
- フェリックス・ワインガルトナー
- オスカー・フリード
- リヒャルト・シュトラウス
- ブルーノ・ワルター
- レナード・バーンスタイン
- ユージン・オーマンディ
- ジョージ・セル
- ブダペスト弦楽四重奏団
- ジュリアード弦楽四重奏団
- ヴラディーミル・ホロヴィッツ
- ルドルフ・ゼルキン
- グレン・グールド
- アイザック・スターン

## 商標
コロムビア・レコードは本来、レコード・ビジネスにおいて「コロムビア」（Columbia）というブランド及び商標を使用しているが、イギリス（英コロムビア → EMI）や日本（日本コロムビア）のように、米国以外の国や地域では同社以外の企業が商標権を保有していることが多い。そのため、コロムビア・レコードでありながら、一部の国と地域において「コロムビア」（Columbia）という本来のブランド名を使用することができず、CBS傘下の時代には「CBS」というブランド名を使用していた。
日本コロムビアは、1962年の英コロムビアとの契約解消後、一部洋楽（米コロムビア）音源に「CBS」レーベルの使用を開始（通称：CBSコロムビア）、それ以降は洋楽部「CJ」（CBS JAPANの略称）に所属した邦楽ポップス歌手・グループ（例：エミー・ジャクソン、ジャッキー吉川とブルー・コメッツ、ヴィレッジ・シンガーズ、伊東きよ子、黒沢年男（現：黒沢年雄）、徳永芽里等）についても、1965年4月20日から1968年6月30日までに発売された新譜には「CBS」レーベルを使用していた。「LL-」で始まるシングル盤の規格番号に因み、「L盤」と呼ばれていた。
この時期には美空ひばりのアルバム・シングルのブラジル販売盤など、演歌・歌謡曲の海外輸出盤や現地製造盤でも「CBS」レーベルを使用した例があった。
これらは1968年3月11日のCBS・ソニーレコード（以下CBS・ソニー）設立後、米コロムビア音源の洋楽は改めて同社で同年8月21日以降より順次再発売された。邦楽ポップスは一部がCBS・ソニーに販売権を譲渡された一方、引き続き販売権が日本コロムビアに残った作品はレーベルを「コロムビア（Columbia）」や「デノンまたはデンオン（Denon）」等に変更して同年9月以降より順次再発売された。
当初、CBS・ソニーは米コロムビアと日本コロムビアとの原版契約を盾に、旧CBSコロムビアレーベル所属の邦楽系アーティストを、既発売音源の販売権を含めてすべてCBS・ソニーに移籍させようとしたが、このうちジャッキー吉川とブルー・コメッツは一旦CBS・ソニーに形式的に移籍後、契約切れを経て、事実上日本コロムビアに復帰（実質的には残留）、また旧CBSコロムビアレーベル所属歌手のひとりだった黒沢年男も日本コロムビアに残留している。尤も、ヴィレッジ・シンガーズと伊東きよ子の2組はCBS・ソニー発足後も、日本コロムビアからヴィレッジは2枚シングル盤を、伊東は1枚シングル盤をそれぞれリリースした後、旧譜の販売権を含めて移籍した。
前述した「CBS JAPAN」についても、文芸部管轄の歌謡曲と同様、レーベル名を「コロムビア（Columbia）」に変更した上で、洋楽部によるポピュラーの国内制作部門として存続し、規格番号のみ1973年6月末まで「L盤」として発売された。また、前後して旧来の専属作家による歌謡曲を中心に担当していた文芸部内でも、専属外の作家による「Pグループ」が発足して「P-」の規格番号による邦楽ポピュラーが制作され、邦楽ポピュラーを洋楽部・文芸部Pグループ・デノンレーベルが競い合った。
ソニー傘下となってからは「CBS」というブランド名が使えなくなったため、「Sony」「Sony Music」「SME」などのブランド名を使用している。

1991年4月から1998年10月まで日本国内で使用されていた旧ソニーレコード時代のCI。なお2025年現在、日本国内では「ウォーキング・アイ」の部分のみがソニー・ミュージックレーベルズの音楽レーベルのひとつ「ソニー・ミュージックダイレクト」（旧・ACルーム）のシンボルマークとして継続されている

日本の輸入レコード店には「Columbia」という商標のついたアメリカ盤が並んでいるが、それらには日本コロムビアによる商標使用許可を受けていることを示すシールが貼られている。
ソニー・ミュージックのクラシック向けレーベル、「ソニー・クラシカル」の『赤地に音符の型抜き』マークは、コロムビア時代の名残を象徴しているとも言える。
日本において「Colombia（例：コロンビア共和国）」と区別するため、日本コロムビアでの商標はあえて旧仮名遣いで「コロムビア」と表記している。一方、ソニー側で特例として名称を使用する場合は、同社の商標権に配慮して「コロンビア」表記を使用している。